# شامبس-آلیر
شامبس-آلیر (به فرانسوی: Chambost-Allières) یک کمون در فرانسه با جمعیت ۷۵۱ نفر است که در Canton of Lamure-sur-Azergues واقع شده‌است.